# Widdringtonia schwarzii

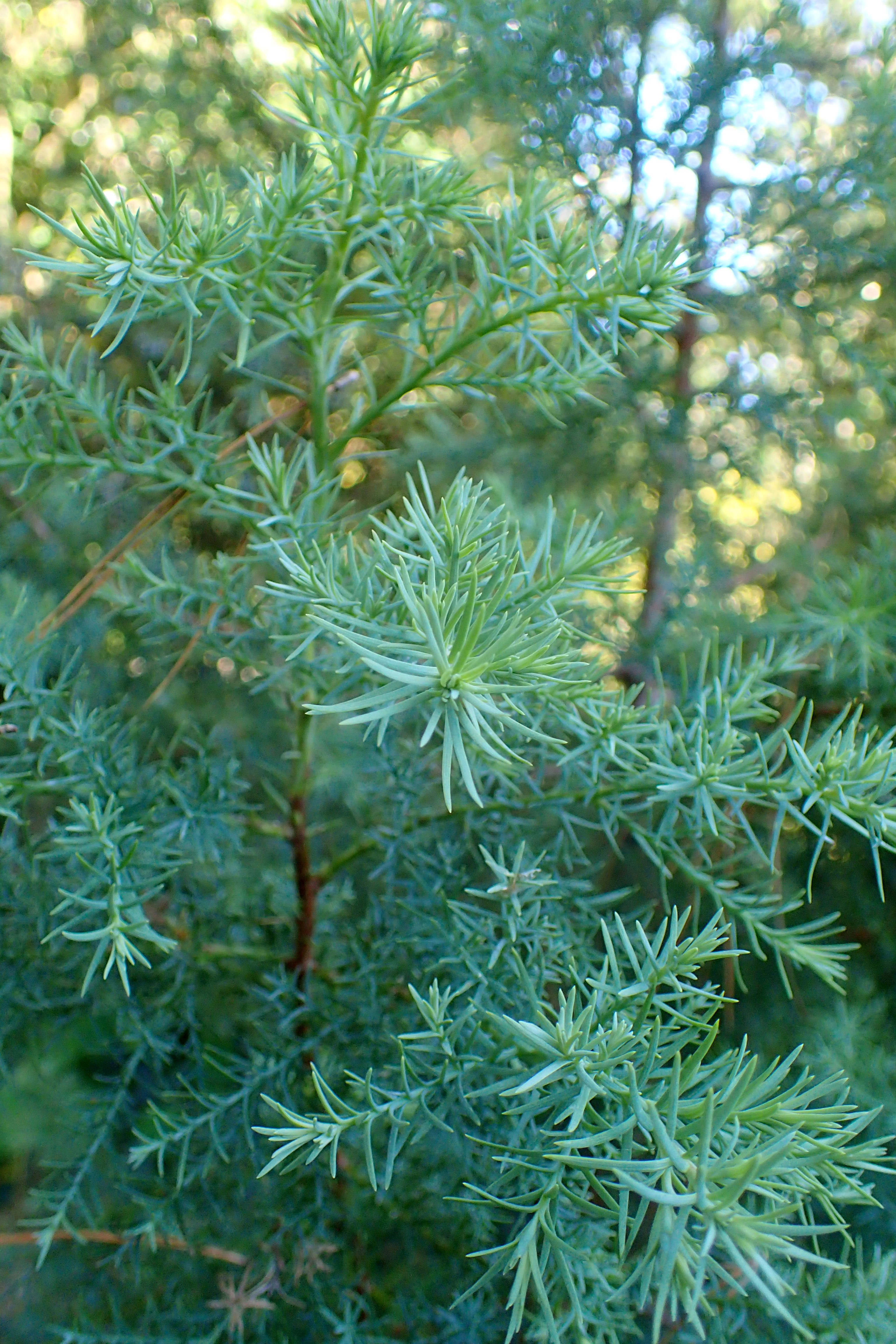
Spross

Widdringtonia schwarzii ist eine Pflanzenart aus der Familie der Zypressengewächse (Cupressaceae). Sie ist in Südafrika heimisch.

## Beschreibung
Widdringtonia schwarzii wächst als immergrüner Baum, der Wuchshöhen von 17 bis 40 Metern erreichen kann. Die dünne, rotgraue Borke ist faserig und blättert in Schuppen ab.
Junge, nadelartige Blätter werden bis zu 20 Millimeter lang. Ältere Blätter werden 3 bis 4 Millimeter lang und stehen kreuzgegenständig angeordnet an den Zweigen.
Die männlichen Blütenzapfen erreichen eine Länge von bis zu 2 Millimetern und stehen an kurzen Zweigen. Die annähernd kugeligen weiblichen Zapfen werden etwa 2 Zentimeter dick und sind zur Reife hin dunkelbraun gefärbt. Jeder Zapfen besteht aus vier holzigen Zapfenschuppen, welche eine raue, warzige Oberfläche haben. Die Zapfen eines Baumes können in verschiedenen Entwicklungsstadien sein. Die abgeflachten Samen haben einen auffälligen Flügel.

## Verbreitung und Standort
Das natürliche Verbreitungsgebiet von Widdringtonia schwarzii liegt in der südafrikanischen Provinz Ostkap. Es umfasst dort die Baviaanskloof Mountains und die Kooga Mountains.
Widdringtonia schwarzii gedeiht in Höhenlagen von 70 bis 1220 Metern. Die Art wächst vor allem in Schluchten, an Standorten mit geringen Niederschlagsmengen.

## Systematik
Die Erstbeschreibung als Callitris schwarzii erfolgte 1905 durch Rudolf Marloth in Botanische Jahrbücher für Systematik, Pflanzengeschichte und Pflanzengeographie, Band 36, Seite 206. Maxwell Tylden Masters überführte die Art 1905 in Journal of the Linnean Society, Botany, Band 37, Seite 269 als Widdringtonia schwarzii in die Gattung Widdringtonia.

## Gefährdung und Schutz
Widdringtonia schwarzii wird in der Roten Liste der IUCN als Near Threatened (potenziell gefährdet) eingestuft. Alle zugänglichen, größeren Bäume wurden geschlägert oder durch Brände vernichtet, so dass heute größere Exemplare nur mehr an unzugänglichen Orten existieren. Die Naturverjüngung ist gering, wodurch die Art anfällig für natürliche Brände ist. Die Bestände innerhalb der Baviaanskloof Wilderness Area werden vor Holzschlägerungen geschützt.